# 瓦利亞塔尼湖
17°1′S 67°21′W / 17.017°S 67.350°W
瓦利亞塔尼湖（Wallatani Lake），是玻利維亞的湖泊，位於該國西部拉巴斯省，處於哈查庫諾科庫柳山以南的安第斯山脈基姆薩克魯斯山脈地區，海拔高度4,866米。